# MK 103
L'MK 103 fu un cannone automatico ad uso aeronautico prodotto dalla azienda tedesca Rheinmetall-Borsig, ed utilizzato sui velivoli della Luftwaffe durante la seconda guerra mondiale. Venne installato, in versione binata, anche sul semovente antiaereo Flakpanzer IV Kugelblitz. Venne istallato su velivoli come l'ho 229, il  Do 335, e altri caccia pesanti della Luftwaffe. Aveva in particolare una velocità alla volata di circa 800m/s, molto più veloce del mk 108, al costo di una cadenza di fuoco di 380/420 colpi al minuto.